# Дискография Дуа Липы
Британская певица Дуа Липа выпустила три студийных альбома, четыре мини-альбома, двадцать синглов (включая три, которые были записаны совместно с другими исполнителями). В 2015 году Липа выпустила «Be the One» в качестве дебютного сингла. Ему удалось попасть в top 10 различных стран и получить статус Золотого и Платинового. Последующие синглы «Hotter than Hell» (2016) и «Blow Your Mind (Mwah)» (2016) имели аналогичный успех. Последний стал также первым синглом певицы, которому удалось попасть в американский чарт Billboard Hot 100, заняв там 72 место.
В марте 2017 года Липа выпустила три сингла, которые сумели попасть в top 15 чартов Великобритании «No Lie (Sean Paul song)» (совместно с Шоном Полом), «Be the One» и «Scared to Be Lonely» (при участии Мартина Гаррикса). В том же году певица исполнила песню «Bridge over Troubled Water» в рамках проекта of Artists for Grenfell и в июне выпустила одноимённый дебютный студийный альбом. Отдельно вышедший сингл «New Rules» (2017) имел успех по всему миру и занял первое место в UK Singles Chart.
В марте 2020 года певица выпустила свой второй студийный альбом «Future Nostalgia». До релиза альбома Липа выпустила три сингла и один промосингл с пластинки; песни «Don’t Start Now» и «Physical» попали в топ-5 песенного чарта Великобритании, а «Don’t Start Now» стала самым успешным синглом в карьере певицы на территории США, достигнув второй строчки чарта Billboard Hot 100.

## Студийные альбомы
| Название         | Подробности                                                                                        | Высшая позиция в чартах | Высшая позиция в чартах | Высшая позиция в чартах | Высшая позиция в чартах | Высшая позиция в чартах | Высшая позиция в чартах | Высшая позиция в чартах | Высшая позиция в чартах | Высшая позиция в чартах | Высшая позиция в чартах | Продажи              | Сертификации |
| Название         | Подробности                                                                                        | UK                      | AUS                     | AUT                     | BEL (FL)                | GER                     | IRE                     | NL                      | NZ                      | SWE                     | US                      | Продажи              | Сертификации |
| ---------------- | -------------------------------------------------------------------------------------------------- | ----------------------- | ----------------------- | ----------------------- | ----------------------- | ----------------------- | ----------------------- | ----------------------- | ----------------------- | ----------------------- | ----------------------- | -------------------- | --- |
| Dua Lipa         | - Выпущен: 2 июня 2017 - Лейбл: Warner Bros. - Формат(ы): CD, LP, цифровое скачивание, мультимедиа | 3                       | 8                       | 6                       | 14                      | 22                      | 3                       | 6                       | 7                       | 8                       | 27                      | - Мир: 1,2 млн копий | - BPI: 2x Золотой - ARIA: Золотой - GLF: Золотой - MC: 2x Платиновый - NVPI: Платиновый - RIAA: Платиновый - RMNZ: 2x Платиновый |
| Future Nostalgia | - Выпущен: 27 марта 2020 - Лейбл: Warner - Форматы: CD, LP, цифровое скачивание, стриминг, кассеты | 1                       | 1                       | 2                       | 2                       | 4                       | 1                       | 2                       | 1                       | 4                       | 4                       | - США: 66 тыс. копий | - BPI: Серебряный - MC: Золотой                                                                                                  |
| Radical Optimism | - Выпущен: 3 мая 2024 - Лейбл: Warner - Форматы: CD, LP, цифровое скачивание, стриминг, кассеты    | 1                       | 2                       | 2                       | 3                       | 3                       | 2                       | 1                       | 2                       | 4                       | 2                       |                      | - BPI: Золотой - MC: 6х Платиновый                                                                                               |

## Мини-альбомы
| Название        | Детали                                                                                     | Позиция в чартах |
| Название        | Детали                                                                                     | US Vinyl         |
| --------------- | ------------------------------------------------------------------------------------------ | ---------------- |
| Spotify Session | - Выпущен: 8 июля 2016 - Лейбл(ы): Warner Bros. - Формат(ы): Мультимеда                    | —                |
| The Only        | - Выпущен: 21 апреля 2017 - Лейбл: Warner Bros. - Формат: 12" vinyl                        | 21               |
| Live Acoustic   | - Выпущен: 8 декабря 2017 - Лейбл: Warner Bros. - Формат: Цифровое скачивание, мультимедиа | —                |

## Синглы

#### В качестве ведущего артиста
| Название                                                                                    | Год  | Высшая позиция в чартах | Высшая позиция в чартах | Высшая позиция в чартах | Высшая позиция в чартах | Высшая позиция в чартах | Высшая позиция в чартах | Высшая позиция в чартах | Высшая позиция в чартах | Высшая позиция в чартах | Высшая позиция в чартах | Сертификация | Альбом                                  |
| Название                                                                                    | Год  | UK                      | AUS                     | BEL (FL)                | CAN                     | GER                     | IRE                     | NL                      | NZ                      | SWE                     | US                      | Сертификация | Альбом                                  |
| ------------------------------------------------------------------------------------------- | ---- | ----------------------- | ----------------------- | ----------------------- | ----------------------- | ----------------------- | ----------------------- | ----------------------- | ----------------------- | ----------------------- | ----------------------- | --- | --------------------------------------- |
| «Be the One»                                                                                | 2015 | 9                       | 6                       | 1                       | —                       | 11                      | 25                      | 5                       | 20                      | 100                     | —                       | - BPI: Platinum - ARIA: 2× Platinum - BEA: Platinum - BVMI: Gold - GLF: Gold - MC: Gold - NVPI: 2× Platinum - RMNZ: Gold                                    | Dua Lipa                                |
| «Last Dance»                                                                                | 2016 | —                       | —                       | —                       | —                       | —                       | —                       | —                       | —                       | —                       | —                       | | Dua Lipa                                |
| «Hotter than Hell»                                                                          | 2016 | 15                      | 17                      | 20                      | —                       | 71                      | 24                      | 10                      | —                       | —                       | —                       | - BPI: Platinum - ARIA: Gold - GLF: Platinum - NVPI: Platinum                                                                                               | Dua Lipa                                |
| «Blow Your Mind (Mwah)»                                                                     | 2016 | 30                      | 59                      | 44                      | —                       | —                       | 40                      | 44                      | —                       | —                       | 72                      | - BPI: Gold - MC: Platinum - RIAA: Gold | Dua Lipa                                |
| «Scared to Be Lonely» (с Martin Garrix)                                                     | 2017 | 14                      | 14                      | 10                      | 32                      | 9                       | 12                      | 2                       | 8                       | 3                       | 76                      | - BPI: Platinum - ARIA: 2× Platinum - BEA: Gold - BVMI: Platinum - GLF: 4× Platinum - MC: 2× Platinum - NVPI: 3× Platinum - RIAA: Platinum - RMNZ: Platinum | Non-album single                        |
| «Lost in Your Light» (при участии Мигеля)                                                   | 2017 | 86                      | —                       | —                       | —                       | —                       | 97                      | 42                      | —                       | —                       | —                       | | Dua Lipa                                |
| «New Rules»                                                                                 | 2017 | 1                       | 2                       | 1                       | 7                       | 9                       | 1                       | 1                       | 3                       | 7                       | 6                       | - BPI: 3× Platinum - ARIA: 5× Platinum - BEA: 2× Platinum - BVMI: Platinum - GLF: 4× Platinum - MC: 5× Platinum - RMNZ: 2× Platinum - RIAA: 3× Platinum     | Dua Lipa                                |
| «Homesick»                                                                                  | 2017 | —                       | —                       | 12                      | —                       | —                       | —                       | 2                       | —                       | —                       | —                       | - BEA: Gold | Dua Lipa                                |
| «IDGAF»                                                                                     | 2018 | 3                       | 3                       | 4                       | 29                      | 12                      | 1                       | 4                       | 5                       | 15                      | 49                      | - BPI: Platinum - ARIA: 3× Platinum - BEA: Gold - BVMI: Gold - GLF: Platinum - MC: 2× Platinum - RIAA: Platinum - RMNZ: Platinum                            | Dua Lipa                                |
| «One Kiss» (с Calvin Harris)                                                                | 2018 | 1                       | 3                       | 1                       | 6                       | 1                       | 1                       | 1                       | 6                       | 4                       | 26                      | - BPI: 2× Platinum - ARIA: 4× Platinum - BEA: Platinum - BVMI: Platinum - MC: 3× Platinum - RIAA: Platinum - RMNZ: Platinum                                 | Non-album singles                       |
| «Electricity» (с Silk City)                                                                 | 2018 | 4                       | 22                      | 6                       | 61                      | 64                      | 6                       | 5                       | 25                      | 51                      | 62                      | - BPI: Gold - ARIA: Platinum - BEA : Gold | Non-album singles                       |
| «Swan Song»                                                                                 | 2019 | 24                      | 68                      | 50                      | 99                      | 99                      | 24                      | —                       | —                       | 67                      | —                       | | Алита: Боевой ангел                     |
| «Don’t Start Now»                                                                           | 2019 | 2                       | 2                       | 2                       | 3                       | 10                      | 1                       | 5                       | 3                       | 12                      | 2                       | - BPI: Platinum - ARIA: 4× Platinum - BEA: Platinum - BVMI: Gold - MC: 2× Platinum - RIAA: Platinum - RNMZ: 2× Platinum                                     | Future Nostalgia                        |
| «Physical»                                                                                  | 2020 | 3                       | 9                       | 3                       | 54                      | 14                      | 2                       | 15                      | 16                      | 42                      | 60                      | - BPI: Gold - BEA: Gold - RMNZ: Gold | Future Nostalgia                        |
| «Break My Heart»                                                                            | 2020 | 6                       | 7                       | 36                      | 18                      | 26                      | 3                       | 13                      | 12                      | 21                      | 21                      | - BPI: Gold - BEA: Gold - MC: Platinum - RIAA: Platinum - RMNZ: Gold                                                                                        | Future Nostalgia                        |
| «Hallucinate»                                                                               | 2020 | 31                      | —                       | —                       | —                       | —                       | 40                      | 55                      | —                       | —                       | —                       | - BPI: Silver | Future Nostalgia                        |
| «Un Dia (One Day)» (с J Balvin, Bad Bunny & Tainy)                                          | 2020 | 72                      | —                       | —                       | 70                      | 94                      | 55                      | 24                      | —                       | —                       | 63                      | - MC: Gold - RIAA: 4× Platinum | Summer Vacation                         |
| «Levitating»                                                                                | 2020 | 5                       | 5                       | 32                      | 6                       | —                       | 4                       | 25                      | 5                       | 85                      | 10                      | - BPI: Silver - RMNZ: Gold | Future Nostalgia                        |
| «Fever»                                                                                     | 2020 | 79                      | —                       | 1                       | 79                      | 85                      | 36                      | —                       | —                       | —                       | —                       | - BEA: Platinum | Future Nostalgia                        |
| «Real Groove (Studio 2054 Remix)» (с Kylie Minogue)                                         | 2020 | 95                      | —                       | —                       | —                       | —                       | —                       | —                       | —                       | —                       | —                       | | Disco                                   |
| «We’re Good»                                                                                | 2021 | 25                      | 24                      | 32                      | 21                      | 52                      | 17                      | 25                      | 24                      | 31                      | 31                      | | Future Nostalgia: The Moonlight Edition |
| «Love Again»                                                                                | 2021 | 51                      | 60                      | 5                       | 11                      | 44                      | 36                      | 21                      | —                       | —                       | 41                      | | Future Nostalgia                        |
| «Cold Heart (Pnau remix)» (совместно с Элтоном Джоном)                                      | 2021 | 1                       | 1                       | 2                       | 1                       | 3                       | 2                       | 8                       | 1                       | 5                       | 7                       | | The Lockdown Sessions                   |
| «Sweetest Pie» (совместно с Megan Thee Stallion)                                            | 2022 | 34                      | 24                      | —                       | 19                      | 76                      | 14                      | —                       | 33                      | 59                      | 15                      | | TBA                                     |
| «—» означает, что запись не попала в чарты или не была выпущена на определённой территории. |      |                         |                         |                         |                         |                         |                         |                         |                         |                         |                         | |                                         |

#### В качестве приглашённого исполнителя
| Название                                                                                    | Год  | Высшая позимция в чартах | Высшая позимция в чартах | Высшая позимция в чартах | Высшая позимция в чартах | Высшая позимция в чартах | Высшая позимция в чартах | Высшая позимция в чартах | Высшая позимция в чартах | Высшая позимция в чартах | Высшая позимция в чартах | Сертификации                                                               | Альбом            |
| Название                                                                                    | Год  | UK                       | AUS                      | AUT                      | BEL (FL)                 | FRA                      | GER                      | IRE                      | ITA                      | NL                       | SWI                      | Сертификации                                                               | Альбом            |
| ------------------------------------------------------------------------------------------- | ---- | ------------------------ | ------------------------ | ------------------------ | ------------------------ | ------------------------ | ------------------------ | ------------------------ | ------------------------ | ------------------------ | ------------------------ | -------------------------------------------------------------------------- | ----------------- |
| «No Lie» (Шон Пол при участии Дуа Липы)                                                     | 2016 | 10                       | —                        | 13                       | 44                       | 28                       | 10                       | 31                       | 11                       | 14                       | 32                       | - BPI: Платиновый - BVMI: Золотой - FIMI: 3× Платиновый - SNEP: Платиновый | TBA               |
| «Bridge over Troubled Water» (в рамках проекта Artists for Grenfell)                        | 2017 | 1                        | 53                       | 32                       | —                        | 113                      | —                        | 25                       | —                        | —                        | 28                       | - BPI: Серебряный                                                          | неальбомный сингл |
| «If Only» (Andrea Bocelli при участии Дуа Липы)                                             | 2018 | —                        | —                        | —                        | —                        | —                        | —                        | —                        | —                        | —                        | —                        |                                                                            | Sì                |
| «Sugar (Remix)» (Brockhampton при участии Дуа Липы)                                         | 2020 | —                        | —                        | —                        | —                        | —                        | —                        | —                        | —                        | —                        | —                        |                                                                            | неальбомный сингл |
| «Times Like These» (в рамках проекта as part of Live Lounge Allstars)                       | 2020 | 1                        | —                        | —                        | —                        | —                        | 64                       | —                        | —                        | —                        | —                        | - BPI: Серебряный                                                          | неальбомный сингл |
| «Prisoner» (Miley Cyrus при участии Дуа Липы)                                               | 2020 | 8                        | 13                       | 32                       | 17                       | 20                       | 5                        | 32                       | 24                       | 23                       | 54                       |                                                                            | Plastic Hearts    |
| «—» означает, что запись не попала в чарты или не была выпущена на определённой территории. |      |                          |                          |                          |                          |                          |                          |                          |                          |                          |                          |                                                                            |                   |

## Появления в качестве гостя
| Название    | Год  | Исполнитель (и)           | Альбом                         |
| ----------- | ---- | ------------------------- | ------------------------------ |
| «The Hills» | 2016 | N/A                       | BBC Radio 1’s Live Lounge 2016 |
| «My Love»   | 2017 | Wale, Major Lazer, WizKid | Shine                          |

## Музыкальные видео
| Название                                                             | Год                             | Режиссёр(ы)                     | Источник                        |
| В качестве ведущего исполнителя                                      | В качестве ведущего исполнителя | В качестве ведущего исполнителя | В качестве ведущего исполнителя |
| -------------------------------------------------------------------- | ------------------------------- | ------------------------------- | ------------------------------- |
| «New Love»                                                           | 2015                            | Николь Нодланд                  | [ 62 ]                          |
| «Be the One»                                                         | 2015                            | Николь Нодланд                  | [ 63 ]                          |
| «Last Dance»                                                         | 2016                            | Анита Фонтейн                   | [ 64 ]                          |
| «Hotter Than Hell»                                                   | 2016                            | Эмиль Нава                      | [ 65 ]                          |
| «Blow Your Mind (Mwah)»                                              | 2016                            | Кинга Бурза                     | [ 66 ]                          |
| «Room for 2»                                                         | 2016                            | Вики Лоутон                     | [ 67 ]                          |
| «Be the One» (версия 2016 года)                                      | 2016                            | Даниэль Коуфман                 | [ 68 ]                          |
| «Scared to Be Lonely» (при участии Мартина Гаррикса)                 | 2017                            | Блейк Кларидж                   | [ 69 ]                          |
| «Thinking 'Bout You»                                                 | 2017                            | Джейк Джелич                    | [ 70 ]                          |
| «Lost in Your Light» (при участии Miguel)                            | 2017                            | Генри Скофилд                   |                                 |
| «New Rules»                                                          | 2017                            | Генри Скофилд                   |                                 |
| «IDGAF»                                                              | 2018                            | Генри Скофилд                   |                                 |
| «One Kiss» (с Кальвином Харрисом)                                    | 2018                            | Эмиль Нава                      |                                 |
| «Electricity» (с Silk City)                                          | 2018                            | Брэдли & Пабло                  |                                 |
| «Swan Song»                                                          | 2019                            | Флория Сигисмонди               |                                 |
| «Don’t Start Now»                                                    | 2019                            | Набиль                          |                                 |
| «Physical»                                                           | 2020                            | CANADA                          |                                 |
| «Break My Heart»                                                     | 2020                            | Генри Скофилд                   |                                 |
| «Hallucinate»                                                        | 2020                            | Лиша Тан                        |                                 |
| «Un Dia (One Day)» (с J Balvin, Bad Bunny & Tainy)                   | 2020                            | Stillz                          |                                 |
| «Levitating (The Blessed Madonna remix)» (с Madonna & Missy Elliott) | 2020                            | Уилл Хупер                      |                                 |
| «Levitating» (с DaBaby)                                              | 2020                            | Уоррен Фу                       |                                 |
| «Fever» (с Angèle)                                                   | 2020                            | We are from L.A.                |                                 |
| В качестве приглашённого исполнителя                                 |                                 |                                 |                                 |
| «No Lie» (с Шоном Полом)                                             | 2016                            | Тим Накаши                      | [ 71 ]                          |
| «My Love» (Wale при участии Major Lazer, WizKid и Дуа Липы)          | 2017                            | Армен Соуджан                   | [ 72 ]                          |
| «If Only» (Andrea Bocelli при участии Дуа Липы)                      | 2018                            | Гаэтано Морбиоли                | [ 73 ]                          |
| «Prisoner» (Miley Cyrus при участии Дуа Липы)                        | 2020                            | Алана О'Херлихи и Майли Сайрус  | [ 74 ]                          |

## Дискография в качестве автора песен
| Название           | Год  | Исполнитель(и) | Альбом             | Credits | Источник |
| ------------------ | ---- | -------------- | ------------------ | ------- | -------- |
| «Used to You»      | 2016 | Annalisa       | Se avessi un cuore | Соавтор | [ 75 ]   |
| «Potrei abituarmi» | 2016 | Annalisa       | Se avessi un cuore | Соавтор | [ 75 ]   |

## Комментарии
1. ↑  «Bridge over Troubled Water» не сумел попасть в the Ultratop 50 chart, но занял 26 место в the Ultratip chart[59].

### Комментарии
1. ↑  "Hotter than Hell" did not enter the NZ Top 40 Singles Chart, but peaked at number five on the NZ Heatseeker Singles Chart[31].
2. ↑  "Blow Your Mind (Mwah)" 
did not enter the NZ Top 40 Singles Chart, but peaked at number six on the NZ Heatseeker Singles Chart[32].
3. ↑  "Lost in Your Light" did not enter the NZ Top 40 Singles Chart, but peaked at number 10 on the NZ Heatseeker Singles Chart [37]
4. ↑  "Homesick" был выпущен в качестве сингла только в Бельгии и Нидерландов[41][42][43].
5. ↑  "Swan Song" did not enter the NZ Top 40 Singles Chart, but peaked at number five on the NZ Hot Singles Chart[52].
6. ↑  "Swan Song" did not enter the Billboard Hot 100, but peaked at number four on the Bubbling Under Hot 100 chart[53].